# Тьомкін Наум Юхимович
Тьомкін Наум Юхимович (нар. 27 жовтня 1928, пос. Свеса, Глухівська округа (тепер Ямпільський район, Сумської області України) — пом. 17 січня 2006) — начальник коксохімічного виробництва Череповецького металургійного заводу імені 50-річчя СРСР, Герой Соціалістичної Праці (1981).

## Біографія
Закінчив Кемеровський коксохімічний технікум.
Протягом кількох десятиліть працював заступником директора з коксохімічного виробництва, начальником коксохімічного виробництва Череповецького металургійного заводу. Під керівництвом Н. Е. Тьомкіна на заводі впроваджувалися нові технології, здійснювалася механізація і автоматизація трудомістких процесів, розвивалася соціальна сфера, здійснювалися екологічні заходи, що дозволили значно знизити шкідливі викиди в атмосферу, покращити стан водойми Рибінського водосховища. Помер 17 січня 2006 року. Похований в Череповці на кладовищі № 1 (ділянка почесних поховань).

## Нагороди та визнання
- медаль «Серп і Молот» Героя Соціалістичної Праці (1981).
- два ордена Леніна.
- орден Трудового Червоного Прапора.
- Ювілейна медаль «За доблесну працю. В ознаменування 100-річчя з дня народження Володимира Ілліча Леніна».
- Почесний громадянин міста Череповця[ru] (1977) — за великий внесок у розвиток міста, комуністичне виховання трудящих, активну громадську діяльність, у зв'язку з 60-річчям Великого Жовтня та 200-річчям міста (Протокол засідання виконкому Череповецької міської Ради народних депутатів від 25 жовтня 1977 року № 12)[1].
- Заслужений працівник Череповецького металургійного заводу.
- Почесний ветеран ВАТ «Северсталь».